# Йосано
Йосано (яп. 与謝野町 Ёсано-тё:) — посёлок в Японии, находящийся в уезде Йоса префектуры Киото. Площадь посёлка составляет 108,38 км², население — 20 107 человек (1 октября 2020), плотность населения — 185,52 чел./км².

## Географическое положение
Посёлок расположен на острове Хонсю в префектуре Киото региона Кинки. С ним граничат города Фукутияма, Миядзу, Кётанго, Тоёока.

## Население
Население посёлка составляет 20 107 человек (1 октября 2020), а плотность — 185,52 чел./км². Изменение численности населения с 1980 по 2005 годы:
| 1970 | 28 617 чел. |  |
| 1975 | 28 618 чел. |  |
| 1980 | 28 061 чел. |  |
| 1985 | 27 232 чел. |  |
| 1990 | 26 371 чел. |  |
| 1995 | 25 939 чел. |  |
| 2000 | 25 593 чел. |  |
| 2005 | 24 906 чел. |  |
| 2010 | 23 454 чел. |  |
| 2015 | 21 834 чел. |  |

## Символика
Деревом посёлка считается камелия, цветком — подсолнечник однолетний.